# Mae Murray
Mae Murray (10 de mayo de 1885 - 23 de marzo de 1965) fue una actriz y bailarina estadounidense a la que durante la época del cine mudo se conoció como "The Girl with the Bee-Stung Lips" y "La Gardenia de la Pantalla".

## Inicios
Su verdadero nombre era Marie Adrienne Koenig, nació en Nueva York, Nueva York. Se inició en la interpretación en los teatros de Broadway en 1906 con el bailarín Vernon Castle. En 1908, se unió al coro de las Ziegfeld Follies, siendo cabeza de cartel en 1915.
Murray se convirtió en una estrella tanto en los Estados Unidos como en Europa, actuando junto a Clifton Webb, Rodolfo Valentino, y John Gilbert, entre otros muchos compañeros de baile.
Su debut cinematográfico fue en To Have and to Hold (1916). Se convirtió en una gran estrella de la Metro-Goldwyn-Mayer, trabajando junto a Rodolfo Valentino en The Delicious Little Devil y Big Little Person en 1919. En el apogeo de su popularidad, Mae formó su propia compañía productora con el director John M. Stahl. No destacaba por sus dotes interpretativas, tuvo algunas críticas sobre sus ropas exageradas y su enorme emotividad, pero sus películas fueron un éxito financiero.
En esa época, en los primeros años veinte, Murray, junto con otras importantes personalidades de Hollywood tales como Cecil B. DeMille,  Douglas Fairbanks Sr., William S. Hart, Jesse L. Lasky, Harold Lloyd, Hal Roach, Donald Crisp, Conrad Nagel e Irving Thalberg, fue miembro del Consejo de Administración de la Motion Picture & Television Fund, una organización caritativa que ofrece asistencia y cuidados a los integrantes sin recursos de la industria cinematográfica y televisiva. Cuatro décadas después, Mae también hubo de recibir ayuda de esta organización.

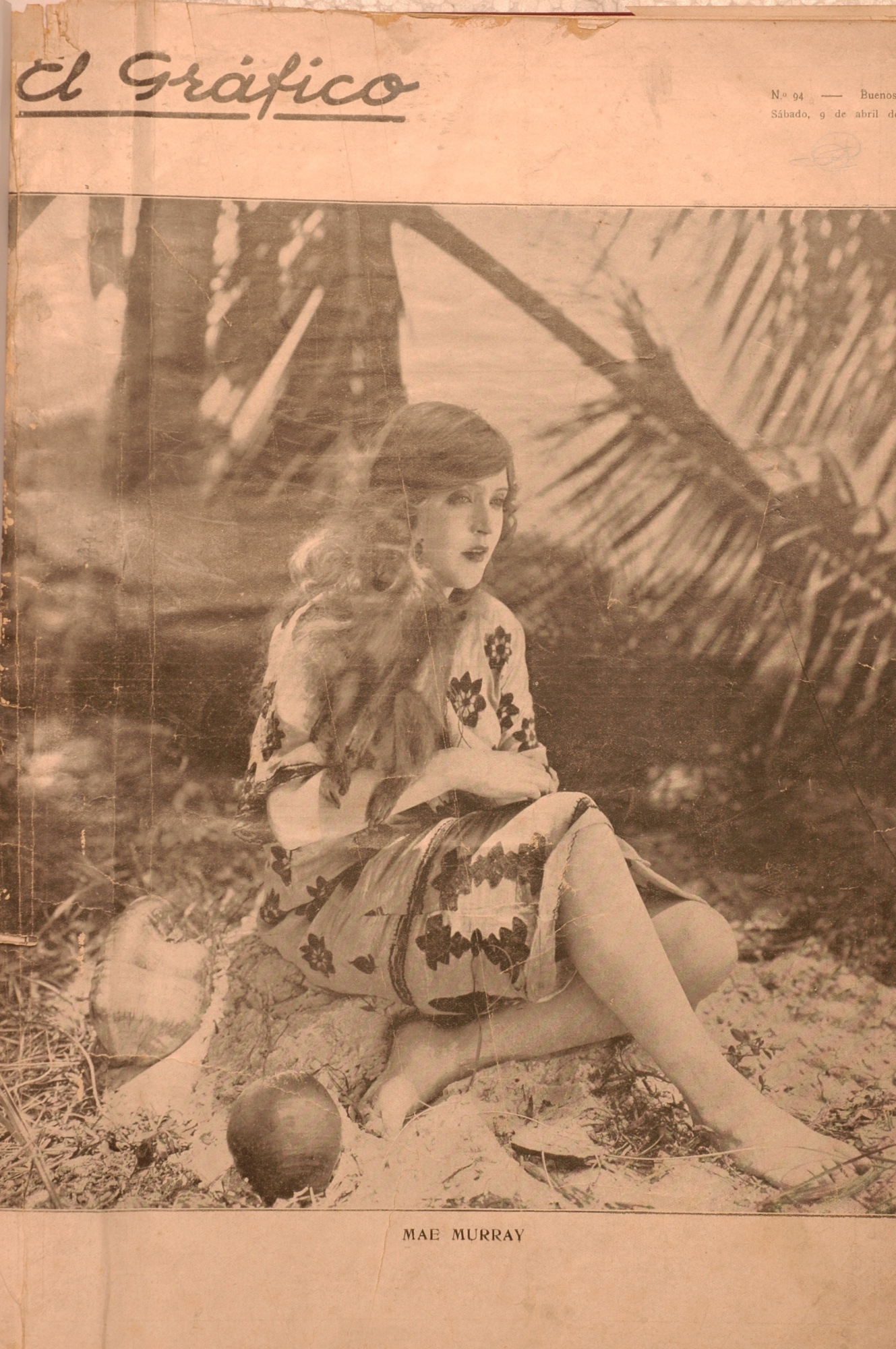
Mae Murray en la portada de El Gráfico, año 1921

## Lento declive

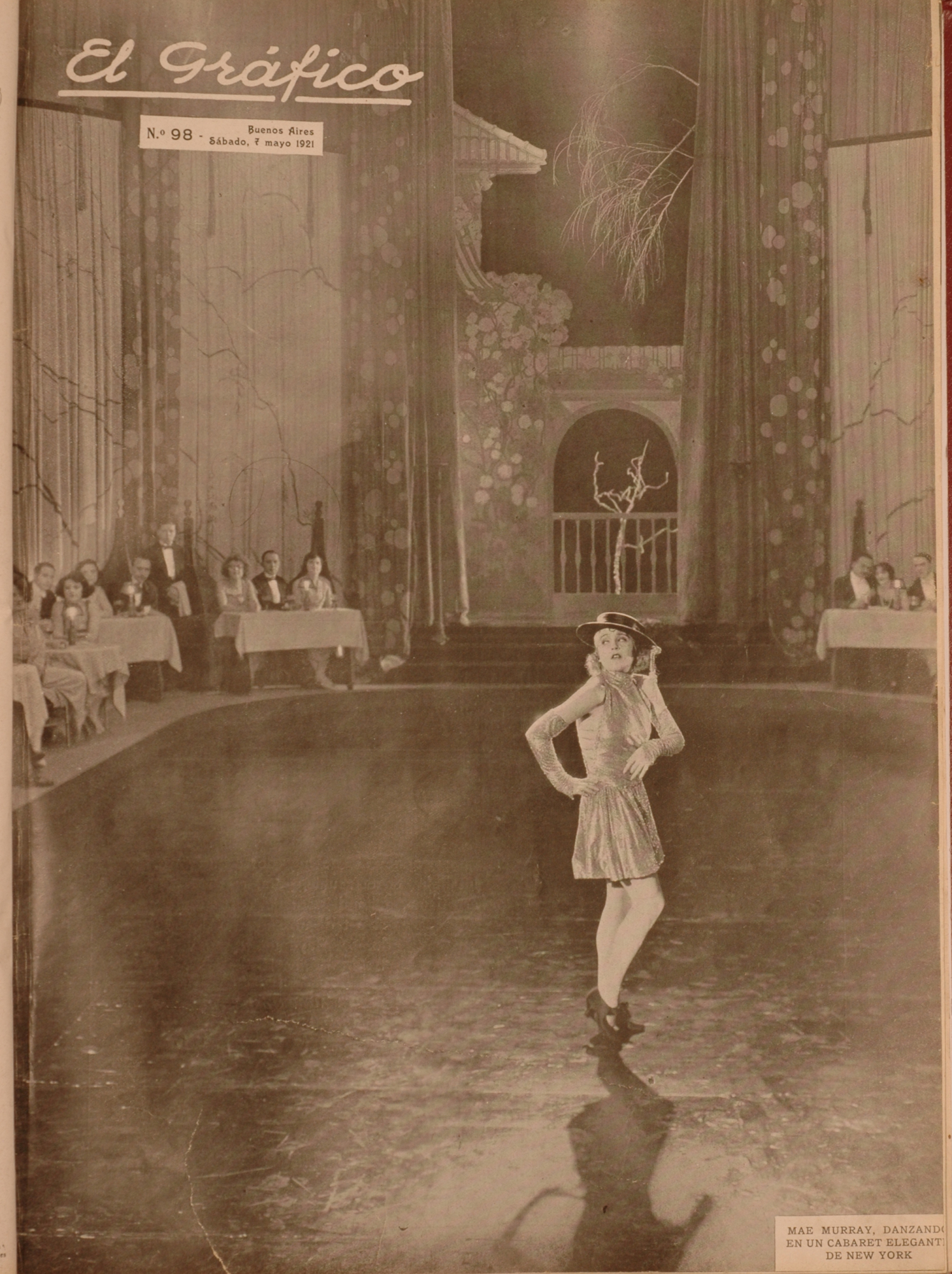
Mae Murray en 1921.

El papel más famoso de Murray probablemente fuese el que interpretó en La viuda alegre (1925), de Erich von Stroheim, junto a John Gilbert. Pero cuando el cine mudo dio paso al sonoro, la voz de Murray se mostró incompatible con el nuevo cine, y su carrera empezó a marchitarse. En 1931 fue escogida para trabajar junto a la estrella del cine mudo Norman Kerry en el film sonoro titulado Bachelor Apartment. La película fue criticada duramente en el momento del estreno y la carrera de ambos en el nuevo medio fue cada vez a menos.
Su trayectoria se vio aún más afectada cuando su cuarto marido, el "príncipe" David Mdivani (un falso noble de origen georgiano cuyo hermano, Serge, se casó con la actriz Pola Negri y la heredera Barbara Hutton), se convirtió en su mánager y sugirió a su nueva esposa que dejara la MGM. Desafortunadamente, Mae siguió el consejo de su marido y rompió el contrato, ganándose así la enemistad del poderoso jefe del estudio Louis B. Mayer. Posteriormente, Mae rogó volver al estudio, pero Mayer no quiso ni oír hablar de ello. Finalmente Mae y David, que se habían casado en 1926, se divorciaron; tuvieron un niño, Koran David Mdivani (febrero de 1927). Anteriormente había estado casada con William M. Schwenker Jr. (1908-1910), con el corredor de bolsa y campeón olímpico de bobsleigh J. Jay O'Brien (1916-1918), y con el director cinematográfico Robert Z. Leonard (1918-1925).
Durante un breve período de tiempo, Murray escribió una columna semanal para el magnate de la prensa William Randolph Hearst.
En los años cuarenta Murray actuó con regularidad en el club nocturno Billy Rose's Diamond Horseshoe, en el que a menudo se presentaban con nostalgia antiguas estrellas. Sus actuaciones recogieron críticas variadas: su baile (en particular el vals de la Viuda Alegre) era bien recibido, pero Murray no quería reconocer su edad, se maquillaba demasiado y llevaba ropa poco adecuada para una mujer madura.
En sus últimos años posiblemente se viese afectada por una demencia. Richard Griffith escribió en The Movie Stars: «Su apariencia finalmente fue la caricatura estrafalaria de la superestrella, más que una caricatura peligrosa. Caminaba por la Quinta Avenida con la cabeza hacia atrás, con la mirada fija hacia el cielo. Un observador preocupado vería que ella intentaba presentar una barbilla juvenil a los transeúntes, y esperaría que no tropezara con un bordillo y se cayera al suelo. Se decía que conseguía invitaciones gratis a bailes benéficos, y una vez en ellos pedía a la orquesta que tocara el tema de La Viuda Alegre, que bailaba sola, obligando a los asistentes a retirarse de la pista de baile».
El único hijo de Murray, Koran David Mdivani, fue educado por Sara Elizabeth "Bess" Cunning de Averill Park, Nueva York, quien empezó a cuidarle en 1936, cuando el niño se estaba recuperando de una doble operación de mastoides. Cuando Murray intentó conseguir la custodia de su hijo en 1939, Cunning y sus hermanos, John, Ambrose, y Cortland, se negaron, según el New York Times, teniendo Murray una amarga disputa por la custodia con su anterior marido, Mdivani. Todo finalizó en 1940, consiguiendo Murray la custodia legal del niño, y ordenando el juzgado que Mdivani pagara 400 dólares como pensión alimenticia. Pero Koran Mdivani siguió siendo criado por Bess Cunning, quien le adoptó en 1940, llamándolo Daniel Michael Cunning.
El hijo de Murray se casó en 1950 con Patricia Ann Maloney de Cohoes, Nueva York. Tuvieron dos hijas, Pamela y Cynthia. La bisnieta de Mae, hija de Cynthia, se llama Elizabeth Mae como homenaje a su bisabuela.

## Retiro
Las finanzas de Murray se hundieron tras su divorcio de Mdivani, y la mayor parte de su vejez la pasó sumida en la pobreza. Finalmente, tras ser encontrada vagando hambrienta, fue trasladada al Motion Picture & Television Country House and Hospital en Woodland Hills (Los Ángeles), una comunidad de retiro para profesionales de Hollywood sin recursos. Desconectada de la realidad, pasó sus últimos días advirtiendo a las enfermeras: «Apartaos, campesinas... dejad paso a la princesa Mdivani».
Mae Murray falleció a los 75 años. Está enterrada en el cementerio Valhalla Memorial Park, en North Hollywood, California.